# Awakenings (festival)
Pour les articles homonymes, voir Awakenings.
L'Awakenings est un festival néerlandais de techno organisé par l'agence événementielle Monumental Productions BV. L'Awakenings se tient chaque année à Spaarnwoude (entre Amsterdam et Haarlem) au mois de juin.
Il accueille 35 000 visiteurs en 2012 ; plusieurs événements sont également organisés au Gashouder de la Westergasfabriek, située dans le Westerpark à Amsterdam. C'est dans cette ancienne usine à gaz que la première édition du festival est organisée le 30 mars 1997, avec les DJ Angelo, Billy Nasty, Derrick May, Dimitri, Godard et Nick Rapaccioli.

## Histoire
En 2000, les événements sont organisés dans le Now&Wow à Rotterdam, pendant la durée des travaux de rénovation du Gashouder. Les événements sont ensuite à tour de rôle organisés à Rotterdam et au NDSM d'Amsterdam. Le 18 février 2005, la Westergasfabriek sont à nouveau choisie comme quartier général pour Awakenings. En 2008, un festival Awakenings est organisé pour la première fois au Klokgebouw d'Eindhoven.
En octobre 2006, la police procède à des contrôles au cours de l'une des soirées, et arrête 131 personnes. Un autre contrôle au mois de novembre conduit à 82 arrestations. La même année, la Awakeningsfeest qui devait avoir lieu au NDSM-werf le 31 décembre ne reçoit pas l'autorisation de la ville à la suite d'un avis négatif de la police et des pompiers. L'organisateur du festival, Rocco Veenboer déclara alors qu'il y avait lèse car d'autres soirées du même type étaient autorisées au même endroit,. au cours d'une réunion du conseil municipal le 15 décembre, le maire de la ville Job Cohen explique que la police ne serait pas en mesure d'assurer la sécurité au cours du festival étant donné la quantité de drogues dures retrouvées au cours des précédentes éditions du festival.
En 2017, le 20e anniversaire d'Awakenings est célébré par la sortie du livre Awakenings, 20 Years of Techno. 

## Événements
Le principal événement de l'année est le Awakenings Festival qui se tient le dernier weekend de juin à Spaarnwoude. La 13e édition a lieu le 29 juin 2013. Awakenings organise également des festivals d'une journée à diverses occasions au cours de l'année, comme pour le weekend de Pâques en mars-avril, au cours de l'Amsterdam Dance Event au mois d'octobre, ou encore pour le jour de l'an à la fin du mois de décembre. 
Depuis la vente de la franchise à SFX Entertainment en 2014, par ailleurs propriétaire également d'ID&T, la franchise s'exporte en Angleterre (Manchester), aux États-Unis (New York) et en Belgique (Anvers).